# Article 18 de l'estatut dels treballadors
L'article 18 de l'estatut dels treballadors, en dret laboral italià, es refereix a l'art. 18 de la llei del 20 de maig del 1970, núm. 300, «Normes sobre la garantia de la llibertat i dignitat dels treballadors, de la llibertat sindical i de l'activitat sindical, als llocs de treball i normes sobre l'ocupació», coneguda també com a «estatut dels treballadors».
Aquest aplica l'anomenada garantia real i regula en particular l'acomiadament il·legítim (és a dir, que s'ha dut a terme sense comunicació dels motius o és injustificat o discriminatori) d'un treballador.

## Àmbit d'aplicació
Concerneix:
- les unitats productives amb més de 15 assalariats (5 si és una empresa agrícola);
- les unitats productives amb menys de 15 assalariats (5 si són agrícoles) si l'empresa ocupa al mateix municipi més de 15 assalariats (5 si és agrícola), subdividides en diverses unitats;
- les empreses amb més de 60 assalariats.

La inexistència del fet i la possibilitat de reintegració no concerneixen la conducta material, sinó el "fet jurídic". En altres paraules, és el jutge qui ha de valorar si un determinat comportament del treballador és jurídicament rellevant i té conseqüències legals. Això deriva:
- per la proporcionalitat entre gravetat del fet i pena, fundadora i imprescindible al dret penal, així com criteri de determinació d'una sanció administrativa al dret civil. A més de servir de criteri per les sancions decidides per un jutge o per un altre poder públic, és vàlid que serveixi per a sancions imposades entre particulars (poder disciplinari de l'ocupador), de les quals un jutge és cridat a valorar la legitimitat;
- per la provisió, establerta a la reforma laboral Fornero (llei del 28 de juny del 2012, núm. 92), d'aplicar l'acomiadament in extrema ratio i la sanció més conservadora i favorable a l'assalariat entre les relatives a les conductes tipificades als contractes col·lectius i als codis ètics o disciplinaris empresarials;
- també en absència d'una provisió legal explícita al respecte, quedaria el valor legal i l'exigibilitat judicial de tots els contractes o actes escrits inherents a la relació laboral (els contractes col·lectius i els reglaments empresarials).

## Intents de reforma
Des de l'inici de la dècada del 2000, diversos partits italians han intentat diverses vegades reformar-lo. Els sindicats sempre s'hi han oposat amb fermesa perquè temen que s'aigualeixi la garantia dels treballadors.